# انت-سور-مارن
انت-سور-مارن (به فرانسوی: Annet-sur-Marne) یک کمون در فرانسه است که در Canton of Claye-Souilly واقع شده‌است.

## خصوصیات
انت-سور-مارن ۱۳٫۱۹ کیلومترمربع مساحت و ۳٬۲۵۵ نفر جمعیت دارد.